# Convair F-106 Delta Dart
Chiếc Convair F-106A Delta Dart là kiểu máy bay tiêm kích đánh chặn hoạt động trong mọi thời tiết của Không quân Hoa Kỳ từ Thập niên 1960 đến Thập niên 1980. Được thiết kế như được gọi là "chiếc máy bay đánh chặn cuối cùng", nó là chiếc máy bay tiêm kích đánh chặn chuyên dụng cuối cùng phục vụ trong Không quân Mỹ cho đến nay. Nó được dần dần cho nghỉ hưu trong những năm 1980, cho dù kiểu cải biến QF-106 làm mục tiêu giả của kiểu máy bay này được sử dụng tới tận năm 1998.

## Thiết kế và phát triển
Chiếc F-106 được hình thành từ chương trình "Máy bay tiêm kích Đánh chặn năm 1954" của Không quân Hoa Kỳ vào đầu những năm 1950 như là một biến thể tiên tiến hơn của chiếc F-102 Delta Dagger, được gọi là F-102B và được Không quân Mỹ đặt hàng vào tháng 11 năm 1955. Chiếc máy bay có được rất nhiều cải biến và thay đổi trong thiết kế nên về căn bản tự thân nó đã trở thành một thiết kế mới và được đặt lại tên là F-106 vào ngày 17 tháng 6 năm 1956.
Chiếc F-106 được trang bị động cơ turbo phản lực J-75 có đốt sau mạnh mẽ hơn, có đường kính ống hút gió được tăng lên bù đắp nhu cầu hút gió tương xứng, ống hút gió có hình dạng thay đổi được cho phép chiếc máy bay cải thiện được tính năng bay đặc biệt là ở tốc độ siêu âm, và cũng cho phép có một ống hút gió ngắn hơn. Thân máy bay suôn và đơn giản hơn trong nhiều cách với cánh được thay đổi có diện tích cánh hơi lớn hơn và các bề mặt đuôi được thiết kế lại. Ống xả phản lực của chiếc máy bay có một thiết bị được gọi là bộ giảm thiểu lực đẩy không tải, cho phép lăn bánh trên mặt đất mà khí phản lực thổi ra không làm thổi bay những vật thể không được cố định chung quanh, mà lại cho phép hoạt động hoàn hảo ở lực đẩy tối đa bao gồm chế độ có đốt sau. Thân máy bay cũng ngắn hơn đôi chút so với chiếc F-102 Delta Dagger.

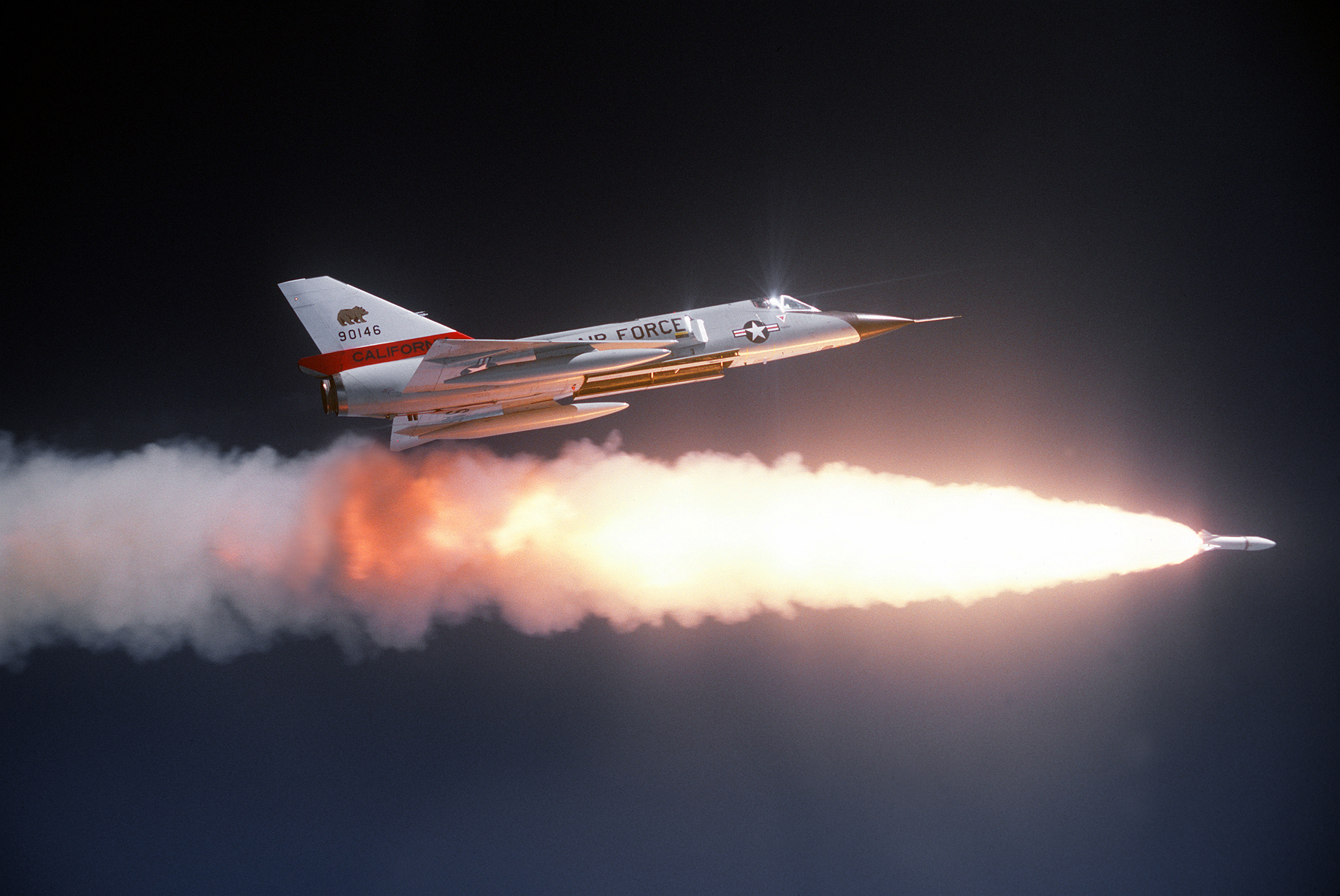
Một chiếc F-106A Delta Dart thuộc Không lực Vệ binh Quốc gia California đang bắn tên lửa nguyên tử AIR-2 Genie.

Những chuyến bay thử nghiệm ban đầu vào cuối năm 1956 và đầu năm 1957 thật đáng thất vọng, tính năng bay kém hơn nhiều so với sự mong mỏi, nhưng sau khi chương trình gần như bị hủy bỏ, Không quân quyết định đặt hàng 350 chiếc F-106 thay vì 1.000 chiếc theo như kế hoạch từ trước. Sau vài thay đổi nhỏ trong thiết kế, chiếc máy bay mới được đặt tên là F-106A đã được giao đến 15 phi đội tiêm kích đánh chặn cùng với kiểu "F-106B" (một phiên bản huấn luyện hai chỗ ngồi có khả năng chiến đấu) bắt đầu từ tháng 10 năm 1959. Vào tháng 12 năm 1959, Thiếu tá Joseph W. Rogers đã lập kỷ lục thế giới mới về tốc độ 2.455,79 km/h (1.525,96 mph) trong khi bay một chiếc Delta Dart ở độ cao 12.300 m (40.500 ft).
Chiếc F-106 được trang bị hệ thống kiểm soát hỏa lực tích hợp Hughes MA-1, có thể nối kết với mạng Môi trường Mặt đất Bán tự động dành cho các phi vụ đánh chặn kiểm soát từ mặt đất (cho phép chiếc máy bay được điều khiển bởi kiểm soát viên mặt đất). Nó được trang bị bốn tên lửa không-đối-không Hughes AIM-4 Falcon trong khoang vũ khí bên trong cùng với một tên lửa GAR-11/AIM-26A Falcon đầu đạn nguyên tử dẫn đường bằng radar bán chủ động, hoặc một tên lửa không-đối-không nguyên tử MB-2/AIR-2 Genie 1,5 kiloton dự định để bắn vào đội hình máy bay ném bom đối phương. Hệ thống kiểm soát hỏa lực MA-1 rất hay bị trục trặc, và sau đó phải được nâng cấp hơn 60 lần trong quá trình hoạt động.

## Lịch sử hoạt động

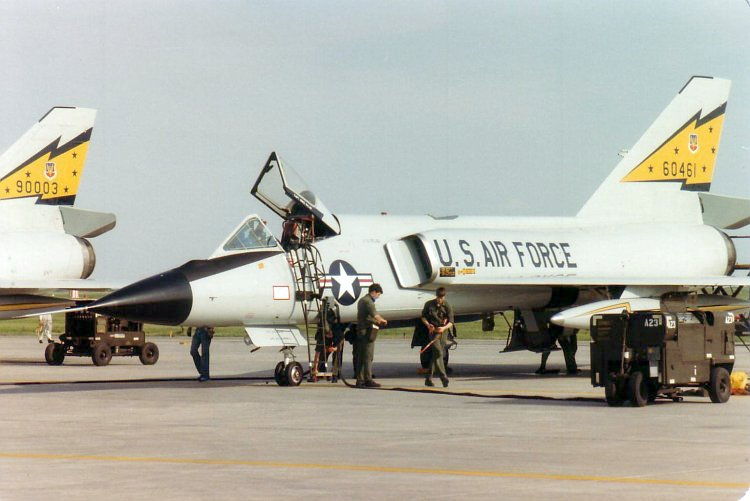
Những chiếc F-106A Delta Dart thuộc Phi đội Tiêm kích Đánh chặn 5 tại Căn cứ Không quân Moose Jaw vào năm 1982.

Chiếc F-106 đã phục vụ tại lục địa Hoa Kỳ, Alaska, Iceland cũng như trong một thời gian ngắn tại Đức và Nam Triều Tiên. Chiếc F-106 là kiểu máy bay có tên gọi cao thứ hai trong chuỗi số được đặt cho loạt máy bay tiêm kích/tấn công P/F được đưa vào hoạt động dưới chuỗi số tuần tự cũ (chiếc F-111 là chiếc có tên tuần tự cao nhất), trước khi chuỗi số được đặt lại theo Hệ thống định danh Máy bay Thống nhất các binh chủng 1962 (trong đó bắt đầu bằng chiếc FJ Fury trở thành chiếc F-1). Trong hoạt động, tên gọi chính thức của chiếc F-106, "Delta Dart", hiếm khi được dùng, chiếc máy bay được biết đến chung đơn giản là "Six".
Mặc dù được dự tính để hoạt động trong Chiến tranh Việt Nam, nó chưa bao giờ tham gia hoạt động chiến đấu, cũng như chưa từng được xuất khẩu ra nước ngoài. Sau khi những sự cố ban đầu được giải quyết, tính năng bay tuyệt vời của nó được các phi công ưa chuộng. Các thử nghiệm chiến đấu không chiến cho thấy "Six" theo sát chiếc F-4 Phantom trong không chiến, với tính năng lượn vòng ở tầm cao vượt trội và khả năng cơ động chung (được hỗ trợ bởi áp lực cánh thấp), cho dù các phi công thừa nhận rằng chiếc Phantom được trang bị radar và tên lửa tốt hơn. Chiếc F-4 Phantom II cũng có tải trọng tên lửa lớn hơn chiếc F-106, có được tỉ số lực đẩy/khối lượng lớn hơn, tính năng lên cao xuất sắc, và có sự cơ động ở tầm thấp tốc độ cao tốt hơn.
Chiếc F-106 được dần dần nâng cấp trong hoạt động, với thiết bị điện tử được cải tiến, cánh được cải tiến có mặt khum hình nón dễ nhận thấy, một hệ thống Tìm kiếm và theo dõi hồng ngoại, các thùng nhiên liệu trên cánh kiểu siêu âm thon nhọn giúp không ảnh hưởng đến tính năng bay chung, các thiết bị bay tốt hơn, và các tiện nghi khác như một trạm tiếp nhận dùng để tiếp nhiên liệu trên không và một móc hãm để hạ cánh khẩn cấp.
Một số chiếc F-106A được nâng cấp trong dự án Six Shooter  vào năm 1972, trang bị nóc buồng lái dạng bọt nước kiểu mới không có các đai kim loại dọc theo phía trên (nhằm gia tăng tầm nhìn cho phi công một cách đáng kể), một bộ ngắm súng quang học, và trang bị một khẩu pháo M61 Vulcan 20 mm với 650 quả đạn trong khoang vũ khí, thay thế cho các kiểu tên lửa AIM-26 Super-Falcon hay tên lửa nguyên tử AIR-2 Genie.
Chiếc F-15A bắt đầu thay thế chiếc F-106 từ năm 1981, và những chiếc "Six" thường được chuyển cho các đơn vị Không lực Vệ binh Quốc gia. Những chiếc F-106 còn giữ lại phục vụ tại nhiều đơn vị Không quân và Vệ binh Quốc gia khác nhau cho đến tận năm 1988. Bắt đầu từ năm 1986, nhiều chiếc máy bay còn lại được chuyển đổi thành mục tiêu giả lập, mang tên QF-106A, và được sử dụng trong việc thực hành bắn mục tiêu. Những mục tiêu giả lập này vẫn còn có khả năng lái được, như để vận chuyển đến địa điểm thử nghiệm; nhưng trong khi thử nghiệm chúng được điều khiển không người lái. Chiếc cuối cùng bị tiêu hủy vào tháng 1 năm 1998. Một số chiếc F-106 được NASA giữ lại nhằm mục đích thử nghiệm.

## Các phiên bản
F-102Btên gọi ban đầu của chiếc F-106A: Chiếc máy bay được trang bị hệ thống kiểm soát hỏa lực tích hợp MA-1 với SAGE Datalink. Nó được trang bị động cơ turbo phản lực có đốt sau J-75, lỗ hút gió có đường kính mở rộng, ống hút gió có hình dạng thay đổi được và chiều dài ngắn hơn, thiết kế lại thân, cánh và đuôi; Ống xả phản lực có thiết bị giảm thiểu lực đẩy không tải, cho phép khí phản lực thổi ra không làm thổi bay những vật thể không được cố định chung quanh, mà lại cho phép hoạt động hoàn hảo ở lực đẩy tối đa bao gồm chế độ có đốt sau. Tính năng bay của chiếc máy bay chưa đạt đến mức mong mỏi.
Các cấu hình vũ khí (dự định):
2 x AIM-4 Falcon/2 x AIM-4 Falcon/2 x AIM-4 Falcon
2 x AIM-4 Falcon/1 x AIM-26 Super-Falcon/2 x AIM-4 Falcon
2 x AIM-4 Falcon/1 x AIR-2A Genie/2 x AIM-4 Falcon
F-106APhiên bản F-106 được cải biến với tính năng bay tốt hơn. Tốc độ tối đa đạt được ít nhất Mach 2,5 và một số đã ước lượng cao đến Mach 2,85 khi bay ngang. Chiếc máy bay có khả năng bay tốc độ siêu âm thấp mà không sử dụng chế độ đốt sau vốn tiêu tốn nhiều nghiên liệu. Trần bay tối đa đạt được ít nhất là 57.000 ft. Nhiều chiếc được trang bị kiểu cánh có mặt khum hình nón để cải thiện tính năng cất cánh, siêu âm và bay tầm cao. Để tăng tầm bay xa, chiếc máy bay được trang bị hai thùng nhiên liệu trên cánh kiểu siêu âm thon nhọn, cho phép duy trì được tốc độ lộn vòng 100° mỗi giây. Vì những thùng này gần như không ảnh hưởng đáng kể đến tính năng bay, chúng hiếm khi được vứt bỏ mà thường mang theo luôn. Sau năm 1972, nhiều chiếc F-106 được trang bị nóc buồng lái mới giúp gia tăng tầm nhìn, các bộ ngắm quang học cải tiến, và trang bị thêm một cụm súng ở khoang giữa.
Các cấu hình vũ khí:
2 x AIM-4 Falcon/2 x AIM-4 Falcon/2x AIM-4 Falcon
2 x AIM-4 Falcon/1 x AIM-26 Super-Falcon/2 x AIM-4 Falcon
2 x AIM-4 Falcon/1 x AIR-2A or AIR-2B Genie/2 x AIM-4 Falcon
2 x AIM-4 Falcon/1 x Cụm pháo (650 viên đạn)/2 x AIM-4 Falcon
F-106BPhiên bản huấn luyện hai chỗ ngồi có khả năng chiến đấu. Phi công và huấn luyện viên được bố trí ngồi theo kiểu trước-sau thay vì ngang nhau để có được một kiểu dáng thon thả hơn. Vì thiết kế của chiếc F-106B có một nóc buồng lái lớn hơn, thân máy bay hưởng được hiệu quả quy luật bề mặt tốt hơn; phối hợp cùng một trọng lượng hơi nhẹ hơn đã giúp cho có tốc độ tối đa nhỉnh hơn đôi chút, đạt được ít nhất Mach 2,6 và có thể đến Mach 2,95. Nhiều chiếc được trang bị cánh có mặt khum hình nón hiệu quả hơn.
Cấu hình vũ khí (tương tự như của chiếc F-106A)
NF-106BTên gọi này được dành cho hai chiếc F-106B được sử dụng như máy bay thử nghiệm tạm thời.
F-106CPhiên bản không được chế tạo. Chiếc máy bay được dự định trang bị kiểu radar AN/ASG-18 và hệ thống kiểm soát hỏa lực gắn liền nguyên được phát triển để trang bị cho chiếc F-108A Rapier. Vào lúc đó nó là kiểu radar lớn nhất từng được trang bị cho một chiếc máy bay tiêm kích, đòi hỏi phải có hệ thống vận hành thủy lực để xoay ăn-ten radar. Để chứa được hệ thống radar lớn hơn, mũi máy bay được kéo dài và có đường kính lớn hơn. Thiết kế cung cấp một buồng lái được nâng cao hơn nhằm có tầm nhìn tốt hơn, cánh mũi, và ống hút gió hình chữ nhật kéo dài. Chiếc máy bay có khả năng mang một tên lửa GAR-9/AIM-47A ở khoang vũ khí giữa, và một tên lửa AIM-26A ở mỗi khoang bên. Có một lúc, Không quân Hoa Kỳ dự định mua 350 chiếc máy bay đánh chặn tiên tiến này, nhưng kế hoạch F-106C/D bị hủy bỏ vào ngày 23 tháng 9 năm 1958.
F-106DPhiên bản không được chế tạo.
F-106XPhiên bản không được chế tạo (đầu năm 1968). Dự định trang bị cánh mũi và một động cơ turbo phản lực JT4B-22. Nó được hình dung như là một kiểu thay thế cho chiếc Lockheed YF-12, và có một hệ thống kiểm soát vũ khí có khả năng "nhìn xuống, bắn xuống" cung cấp bởi một radar có đường kính ănten 40 inch.
F-106EPhiên bản không được chế tạo. Vào ngày 3 tháng 9 năm 1968, Convair đề nghị một kiểu máy bay tiêm kích đánh chặn "cải tiến" được đặt tên là F-106E/F. Nó sẽ tương thích với các hệ thống cảnh báo và kiểm soát trên không sắp có cũng như mạng lưới radar phòng thủ "bên kia đường chân trời". Chiếc F-106E/F sẽ có mũi dài hơn và một radar mới được cải tiến có khả năng theo dõi mục tiêu và bắn tên lửa theo cách "nhìn xuống-bắn xuống". Nó cũng có hệ thống radio hai chiều UHF truyền tiếng nói và dữ liệu, có thể mang cả tên lửa thông thường lẫn hạt nhân, bao gồm tên lửa AIM-26 Nuclear Falcon và AIM-47.
F-106FPhiên bản không được chế tạo.

## Các nước sử dụng
Hoa Kỳ
- Không quân Hoa Kỳ
- NASA

## Đặc điểm kỹ thuật (F-106A)
Nguồn: Quest for Performance

### Đặc tính chung
- Đội bay: 01 người
- Chiều dài: 21,55 m (70.7 ft)
- Sải cánh: 11,67 m (38.25 ft)
- Chiều cao: 6,18 m (20.28 ft)
- Diện tích bề mặt cánh: 61,52 m² (661,5 ft²)
- Kiểu cánh: NACA 0004-65 mod root and tip
- Diện tích cản: 0,54 m² (5,8 ft²)
- Hệ số nâng/lực cản: 0,0083
- Tỉ lệ dài/rộng cánh: 2,10
- Lực nâng của cánh: 255 kg/m² (52 lb/ft²)
- Trọng lượng không tải: 11.077 kg (24.420 lb)
- Trọng lượng có tải: 15.670 kg (34.510 lb)
- Động cơ: 1 x động cơ Pratt & Whitney J75-17 turbo phản lực lực đẩy 24.500 lbf (109 kN)

### Đặc tính bay
- Tốc độ lớn nhất: 2.455 km/h (Mach 2,3, 1.525 mph)
- Tầm bay tối đa: 4.300 km (2.300 nm, 2.700 mi)
- Tầm bay chiến đấu: 2.900 km (1.600 nm, 1.800 mi)
- Trần bay: 17.000 m (57.000 ft)
- Tốc độ lên cao: 150 m/s (29.000 ft/min); mất 6,9 phút để lên độ cao 16.065 m (52.700 ft)
- Tỉ lệ lực đẩy/khối lượng: 0,71
- Tỉ lệ lực nâng/lực cản: 12,1

### Vũ khí
- 1 x pháo M61 Vulcan 20 mm (0,787 in)
- 2 × tên lửa AIM-4F Falcon
- 2 × tên lửa AIM-4G Falcon
- 1 × tên lửa nguyên tử AIR-2A Genie

## Nội dung liên quan

### Máy bay liên quan
- Convair XF-92
- F-102 Delta Dagger

### Máy bay tương tự
- CF-105 Arrow
- Dassault Mirage III
- English Electric Lightning
- F-4 Phantom
- Mikoyan-Gurevich MiG-21
- Sukhoi Su-11
- Sukhoi Su-15
- Convair B-58 Hustler

### Trình tự thiết kế
- XF-103 - F-104 - F-105 - F-106 - YF-107 - XF-108 - XF-109

### Danh sách liên quan
- Danh sách máy bay chiến đấu
- Danh sách máy bay quân sự Hoa Kỳ